# Arberèches

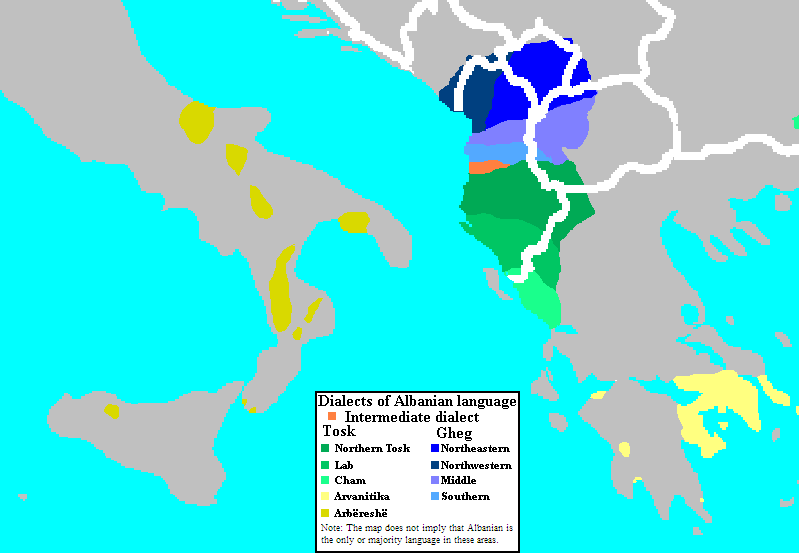
Les minorités arberèches en Italie (en couleur moutarde).

Les Arberèches (en albanais Arbëresh) sont des Albanais vivant depuis la fin du Moyen Âge dans le sud de l’Italie. Ils s’y sont établis aux XVe et XVIe siècles, même si leur présence est bien antérieure, fuyant l’occupation ottomane à la suite de la mort du héros albanais Skanderbeg. Après la mort de ce dernier, le sultan turc Mehmed II conquiert le territoire correspondant à l’Albanie, qui intègre l'empire Ottoman jusqu’en 1912.
Un second groupe d’émigrés de la région de Himarë les a rejoints après le massacre par Ali Pasha Janina Tepelena de 6 000 Albanais qui avaient refusé de se convertir à l’islam. Ce groupe s’est établi principalement à Hora e Arbëreshëvet (Piana degli Albanesi en italien) et Sëndahstina (Santa Cristina Gela).
Les Arberèches ont conservé depuis cette époque une forte identité albanaise. Ils parlent un dialecte albanais du sud de l'Albanie, toutefois plus influencé par l’italien que l’albanais courant. Les Arberèches appartiennent au rite gréco-catholique datant d'avant l'occupation ottomane des Balkans, un rite catholique dispensé à l'époque en liturgie en langue grecque au sud des pays d'Albanie. Ils désignent eux-mêmes leur groupe par le terme d’Arbëria.

## Villages

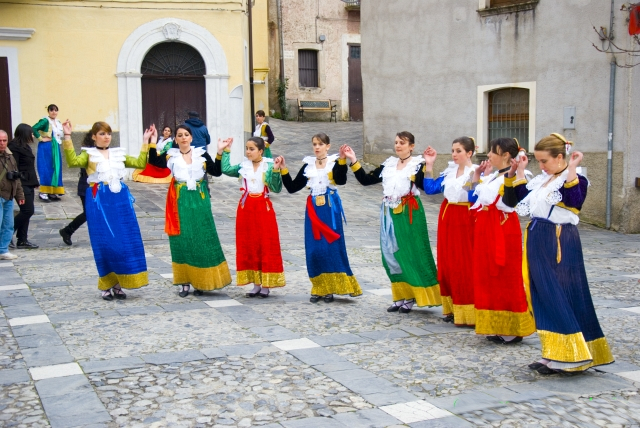
Vallje, danses traditionnelles albanaises de Civita, Calabre.

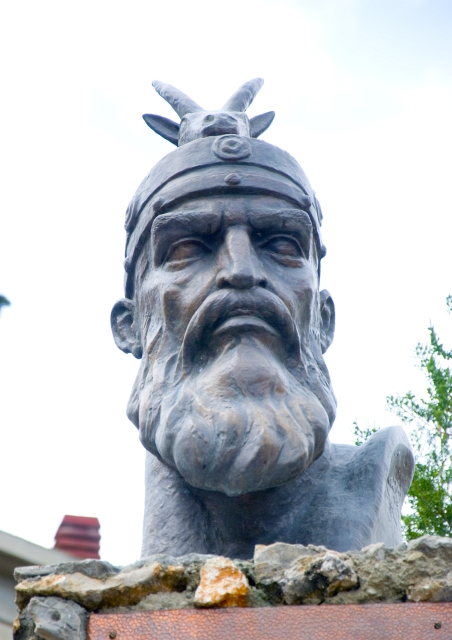
Statue du héros albanais Gjergji Kastrioti à Civita.

Les villages arberèches ont souvent deux noms, un en italien et l’autre en albanais, utilisé par les habitants du village. Ils sont répartis en îlots dans le sud de l’Italie :
- dans les Pouilles
  - province de Foggia : 
les villages de Casalvecchio di Puglia (Kazallveqi) et de San Marzano di San Giuseppe (Shën Marcani) ;
- dans les Abruzzes
  - province de Pescara : 
le hameau de Villa Badessa, dépendant de la commune de Rosciano (Badhesa) ;
- dans le Molise
  - province de Campobasso : 
les villages de Campomarino (Këmarini), Montecilfone (Munxhfuni), Portocannone (Portkanuni), Ururi (Ruri) ;
- en Campanie
  - province d'Avellino : 
Ginestra degli Schiavoni ;
- en Basilicate
  - province de Potenza : 
villages de Barile (Barilli), Maschito (Mashqiti), San Costantino Albanese (Shën Kostandini), San Paolo Albanese (Shën Pali), Ginestra (Zhura) ;
- en Calabre
  - province de Catanzaro : 
villages de Caraffa (Garafa), Carfizzi (Karfici), Pallagorio (Puhëriu), San Nicola dell'Alto (Shën Kolli), Vena di Maida, fortifié, et Arietta, Marcedusa, Andali, Zagarise, Amato, Zangarona, Gizzeria ;
  - province de Cosenza : 
villages de Cervicati (Çervikati), Civita (Çifti), Eianina (Ejanina) hameau de Frascineto, Falconara Albanese (Fullkunara), Farneta (Farneta), Firmo (Ferma), Acquaformosa (Firmoza), Frascineto (Frasnita), Cavallerizzo (Kajverici), Castroregio (Kastërnexhi), Marri (Allimarri), San Giorgio Albanese (Mbuzati), Mongrassano (Mungrasana), Santa Caterina Albanese (Picilia), Plataci (Pllatani), Cerzeto (Qana), Spezzano Albanese (Spixana), San Benedetto Ullano (Shën Benedhiti), San Giacomo di Cerzeto (Shën Japku) hameau de Cerzeto, San Demetrio Corone (Shën Mitri) et son hameau Macchia Albanese (Maqi), San Martino di Finita (Shën Murtiri), Santa Sofia d'Epiro (Shën Sdeia), San Basile (Shën Vasili), San Cosmo Albanese Strighari, Lungro (Ungir, où se situe la cathédrale Saint-Nicolas-de-Mira (San Nicola di Mira)), Vaccarizzo Albanese (Vakarici), San Lorenzo D. Vallo, San Marco Argentano ;
- en Sicile
  - province de Palerme : 
villages de Piana degli Albanesi (Hora e Arbëreshëvet), Contessa Entellina (Kundisa), Santa Cristina Gela (Sëndahstina).

## Drapeau
Le drapeau des Arberèches comprend les couleurs italiennes Vert-Blanc-Rouge ainsi que l'aigle bicéphale du drapeau de l'Albanie.

## Langue
La langue des Arberèches est l’arberèche (arbërisht), une variante du tosque.
Aucune instance politique, structure administrative ou culturelle ne représente la communauté arberèche.
La langue arberèche n’est pas reconnue officiellement, donc n'est utilisée ni dans l’administration (excepté dans les villages de Piana degli Albanesi en Sicile et de Katundi en Calabre), ni dans les écoles (sauf quelques crèches, et en dehors du cursus normal). Quelques associations essaient de protéger leur culture, essentiellement dans la province de Cosenza. L’arbërisht est utilisé sur quelques radios privées et par quelques publications. Les lois organiques du Molise, de la Basilicate et de la Calabre font référence à la langue et à la culture des Arberèches, mais les Arberèches estiment toujours que leur culture est menacée. Cependant, l’accroissement des efforts pour l’utilisation à l’écrit de l’arbërisht donne quelque espoir de faire survivre cette culture.
La langue des Arberèches présente un intérêt particulier, car elle a conservé la prononciation, la grammaire et le vocabulaire de l’Albanie pré-ottomane. En fait, l’arbërisht  est le nom qui était donné à la langue utilisée en Albanie avant l’annexion ottomane, au XVIe siècle, la région s’appelant l’Arbërie. Un albanophone lisant ou entendant l’arbërisht se trouve dans la même situation qu’un francophone moderne lisant ou entendant le français de Rabelais.

## Histoire

### Les Arberèches en Grèce
Avant l’invasion ottomane de l’Albanie, les Albanais étaient appelés les Arberèches. Près de 300 000 d’entre eux quittèrent l’Albanie et s’établirent en Italie : ces Albanais nés en Italie continuèrent de se désigner comme Arberèches, alors que ceux qui étaient restés en Albanie prirent le nom de Shqiptarë (le mot albanais shqip est présent dans le nom albanais du pays et de la langue albanaise).
Les Arberèches vivaient en Épire et dans les montagnes du Pinde, dans le nord de la Grèce moderne. Ils descendaient des peuples proto-albanais répartis dans l’ouest des Balkans (voir Arvanites). Du XIe au XIVe siècle, les tribus arberèches se déplacent par petits groupes dans le centre et le sud de la Grèce (Thessalie, isthme de Corinthe, Péloponnèse, Attique). Leurs aptitudes militaires en font les mercenaires favoris des Serbes, des Francs, des Catalans et de l’Empire byzantin.

### Les premiers Arberèches d’Italie
La conquête de la Grèce par les Turcs ottomans au XVe siècle force les Arberèches à émigrer dans le Sud de l’Italie. En 1448, lorsqu’Alphonse V d'Aragon, dit le Magnanime, (1396-1458) et roi de Naples, veut mater une rébellion de ses vassaux du sud de l’Italie, il fait appel à son allié, Gjergj Kastrioti i Krujës, dit Skanderbeg, chef de l’Alliance albanaise. Plusieurs clans arberèches et albanais sont utilisés pour combattre la rébellion. En récompense, Alphonse V leur donne des terres dans la province de Catanzaro.
En 1450, d’autres Arberèches interviennent en Sicile, et s’établissent à proximité de Palerme. Ainsi, ils contribuent à la création du royaume des Deux-Siciles.
Lors de la guerre de succession de Naples, Ferdinand d'Aragon à nouveau fait appel aux Arberèches contre les armées franco-italiennes, et Skënderbeg débarque en 1461 à Brindisi. Après avoir remporté une victoire complète, les Arbëresh acceptent de nouvelles terres dans les Pouilles. Skënderbeg retourne organiser la résistance aux Turcs, qui font la conquête de l’Albanie de 1468 à 1492. Une part importante des Arbëresh  émigrent en Italie, où le royaume de Naples leur accorde d’autres villages.

### Autres vagues d’émigration
Les Arberèches de Grèce centrale forment d’autres vagues d’émigration, de 1500 à 1534. Employés comme mercenaires par Venise, ils doivent évacuer leurs colonies du Péloponnèse, sous la protection des armées de l’empereur germanique Charles V, quand les Turcs envahissent la région. Charles V les installe dans le sud de l’Italie, pour renforcer les défenses contre la menace turque. Établis en villages isolés (ce qui leur permet de maintenir leur culture jusqu’au XXe siècle), les Arberèches fournissent traditionnellement des soldats au rois de Naples et à la république de Venise, des guerres de religion aux guerres de la Révolution française.
Une vague plus tardive d’émigrants arberèches arrive au XVIIIe siècle, lorsqu’un groupe d’Himariots (du village d’Himarë près de Saranda dans le sud de l’Albanie) fuient un massacre dirigé par Ali Pacha Tepelena, qui exécute 6 000 chrétiens albanais refusant de se convertir à l’islam. Ces Brinjat, ou réfugiés, s’établirent à Hora e Arbëreshëvet (Piana degli Albanesi) et ont ensuite fondé le village de Sëndahstina (Santa Cristina Gela).
Les vagues de migrations d’Italie du Sud vers l’Amérique des années 1900-1910 ont vidé les villages arberèches de la moitié de leur population, provoquant un risque de disparition culturelle, malgré un début de renouveau artistique et culturel au XIXe siècle.
Depuis une quinzaine d’années, des Albanais du Kosovo et des Albanais d’Albanie se sont installés dans les villages Arbëresh. D’importantes différences existent entre les Arberèches et les nouveaux migrants, mais il existe suffisamment de ressemblances pour qu’ils s'interpellent par « Na Jemi Kushërirë, Gjaku jin i shprishur» (« nous sommes cousins, notre sang a été dispersé »). Leur intégration est généralement facile (principalement à Barile), et lors de la crise du Kosovo, les Arberèches se sont mobilisés pour les réfugiés.
Beaucoup de rues des villages arberèches sont baptisées Via Giorgio Castriota, en l’honneur de Skënderbeg.